# Boudewijn II van Jeruzalem
Boudewijn II van Jeruzalem, naar zijn bezit ook Boudewijn van Bourcq of  du Bourg (foutieve spelling) of naar zijn afkomst Boudewijn van Rethel genoemd, (overleden Jeruzalem, 21 augustus 1131) was als Boudewijn II van 1100 tot 1118 graaf van Edessa, en daarna van 1118 tot 1131 onder dezelfde naam koning van Jeruzalem.

## Familie
Boudewijn was de tweede zoon van Hugo I van Rethel, de graaf van Rethel en Melisende van Montlhéry. Vóór de Kruistocht bezat hij de heerlijkheid Bourcq, in het dal van de Aisne, waarvan ook zijn naam is afgeleid. In Edessa trouwde hij met de Armeense prinses Morphia van Melitene. Ze kregen samen vier dochters: Melisende, Alice, Hodierna, Ioveta. Bij gebrek aan een mannelijke opvolger benoemde hij zijn oudste dochter tot zijn opvolgster.

### Afkomst
Boudewijn du Bourg wordt wel een neef van Boudewijn van Boulogne genoemd, maar de familielink is nooit ontdekt. Historici vermelden dat Ida van Verdun zijn grootmoeder was, maar onderzoek heeft dat niet bevestigd. Men denkt wel een link gevonden te hebben in de tweede generatie daarvoor: Doda of Dada van Lotharingen. Zij was getrouwd met Manasses I van Rethel, en een zuster van Godfried II van Lotharingen.
De lijn van Doda en Manasses I:
- (1) Manasses II van Rethel (zoon)
- (1) Hugo I van Rethel (zoon)
- (1) Boudewijn du Bourg (2e zoon)

De lijn van Lotharingen:
- (2) Godfried II van Neder-Lotharingen
- (2) Ida van Verdun (dochter)
- (2) Boudewijn van Boulogne (3e zoon)

(1 is de lijn van Boudewijn II en 2 is de lijn van Boudewijn I)

## Eerste Kruistocht
In 1096 ging Boudewijn op kruisvaart, in het contingent van zijn beide neven Godfried van Bouillon en Boudewijn van Boulogne. Over zijn rol in de kruistocht is maar weinig bekend. In sommige bronnen wordt hij vermeld onder de mannen die onder leiding van Tancred van Hauteville de geboorteplaats van Christus, Bethlehem, veroverden. Daarna sloten zij zich aan voor het beleg van Jeruzalem.

## Graaf van Edessa
Na de kruistocht fungeerde Boudewijn (II) als ambassadeur voor Bohemund en Boudewijn I tussen de staten Antiochië en Edessa. Hij volgde in 1100 Boudewijn I als graaf Boudewijn II op in Edessa, toen Boudewijn van Boulogne naar Jeruzalem trok om er na de dood van zijn broer Godfried van Bouillon het koningschap op te eisen.
In 1104 volgde hij koning Boudewijn I in de Slag bij Harran, maar deze slag verliep slecht en Boudewijn werd gevangengenomen door de Seltsjoeken. Tancred die meevocht in de slag, nam het regentschap over, maar hij vond het belangrijker zijn eigen soldaten vrij te kopen dan Boudewijn vrij te krijgen. Boudewijn werd uiteindelijk vrijgekocht door Jocelin van Courtenay voor 60.000 gouden dinar in 1108. Tancred weigerde Edessa weer af te staan aan Boudewijn, maar dankzij hulp van de Armeniërs, de Byzantijnen en zelfs de Seltsjoeken wist Boudewijn zijn staat terug te veroveren op Tancred, die verslagen terugkeerde naar Antiochië. Later wisten de twee hun meningsverschillen bij te leggen en participeerden ze beiden in het Beleg van Tripoli.

## Koning van Jeruzalem
Na het overlijden van Boudewijn I van Jeruzalem was de positie van koning vacant geworden. De eerste die in aanmerking kwam, was Eustachius III van Boulogne de enige nog in leven zijnde broer. De keuze viel echter op Boudewijn du Bourg, omdat hij ook familie was en van goeden huize. Vlak na zijn benoeming werd zijn koninkrijk al bedreigd door aanvallen vanuit het noorden door de Seltsjoeken en vanuit het zuiden door de Egyptenaren. Rogier van Salerno - tijdelijk regent van Antiochië - kon niet wachten op versterking van het leger van Boudewijn en ging de strijd aan met de Seltsjoeken in de slag van Sarmada (Slag van Ager Sanguinis). Na de slag wist Boudewijn de Seltsjoeken op het eind van 1119 alsnog uit Antiochië te verjagen en ook de Egyptenaren te verslaan. Op 16 januari 1120 kwam het Concilie van Nablus bijeen en dit concilie stelde de eerste wetten van het koninkrijk op.
In de regeerperiode van Boudewijn II werden er twee ridderorden opgericht, de Orde van de Tempeliers in 1118 en de Johannieter Orde (1113). De Hospitaler ridders veranderden van kloosterbroeders in een militaire orde.

### Laatste jaren
In 1122 werd Jocelin I van Edessa gevangengenomen tijdens een gevecht. Boudewijn kwam meteen naar Edessa om het regentschap op zich te nemen. Maar ook hij werd gevangengenomen tijdens een grenspatrouille door de Artuqiden. In 1124 werden Jocelin en Boudewijn bevrijd door 50 Armeense ridders en wisten zij te vluchten.
Tussen de jaren 1125 en 1130 deed Boudewijn nog wat aanvallen op Arabisch grondgebied, maar hij moest daarnaast ook vaak zijn eigen grondgebied verdedigen tegen Arabische aanvallen. Belangrijk is de Slag bij Azaz, waarvoor hij alle ridders verzamelde uit alle kruisvaartstaten om in deze slag te dienen. Ook al was het moslim-leger veel groter, de slag verliep succesvol voor de kruisvaarders en zij zagen zich gewroken voor het verlies bij de Slag van Ager Sanguinis. Nu zag Boudewijn kans om de Artuqiden op eigen grondgebied aan te pakken, maar de steden Aleppo en Mosoel waren al snel verenigd, zodat de kruisvaarders eerst het beleg van Damascus begonnen. Bij Damascus was Fulk van Anjou aanwezig als medestrijder in het leger van Boudewijn. Boudewijn zou zijn dochter Melisende later aan hem uithuwelijken. Deze belegering werd afgeslagen door de moslims, zodat Boudewijn zich moest terugtrekken. Een andere bondgenoot, prins Bohemund II van Antiochië, zou een paar dagen later het leven laten tijdens een confrontatie bij zijn staatsgrens.

### Dood
Op 21 augustus 1131 werd Boudewijn in de namiddag plots ziek en hij overleed al een paar uur later. Boudewijn II van Jeruzalem werd begraven in de Heilig Grafkerk. Hij werd door zijn dochter Melisende opgevolgd in het koninkrijk Jeruzalem.